# Buguenvíl·lea
Les buguenvíl·lees o buguenvíl·lies (Bougainvillea) formen un gènere amb 18 espècies de plantes originàries de les regions tropicals i subtropicals de l'Amèrica del sud i s'estenen des del Brasil al Perú i cap al sud fins a la regió del Chubut a l'Argentina. Va ser descobert per la ciència al Brasil, el 1767, per Philibert Commerson, naturalista de l'expedició de Louis Antoine de Bougainville.
Són plantes enfiladisses o lianes de fins a 12 metres de llarg. De fulla persistent o no segons les condicions climàtiques. Fulles alternes de fins a 13 cm de llarg i 6 d'ample.
És un gènere molt utilitzat en jardineria en zones de clima mediterrani, per exemple en les estacions de tren.
Aparentment fan gran quantitat de flors, però en realitat són fulles modificades o bràctees amb colors vistosos. Les autèntiques flors són blanques i poc destacades i fan fruits en forma d'aqueni.
Les buguenvíl·lees necessiten sol directe per prosperar i són molt poc atacades per insectes i malalties.

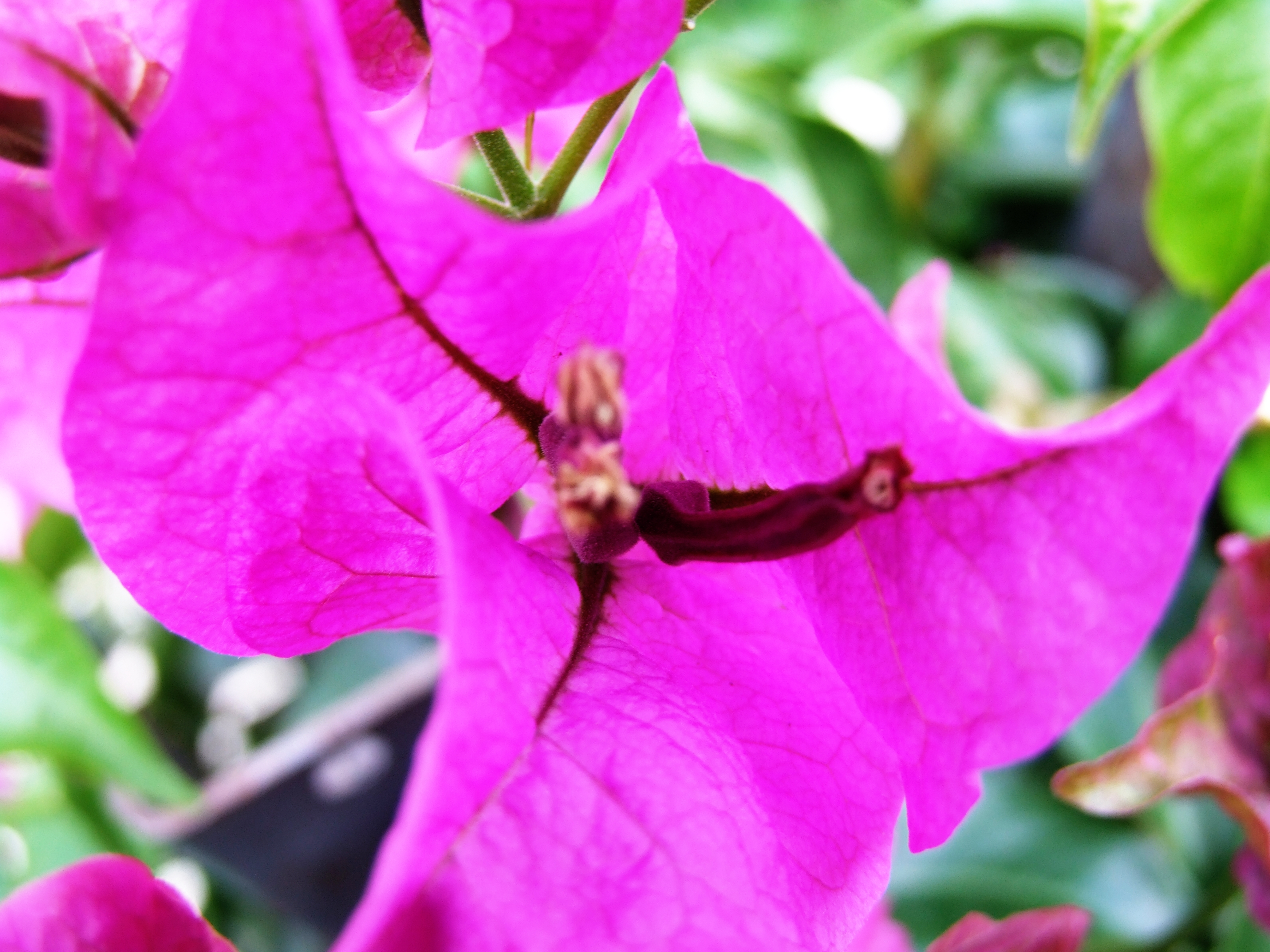
Buguenvíl·lea a Taormina
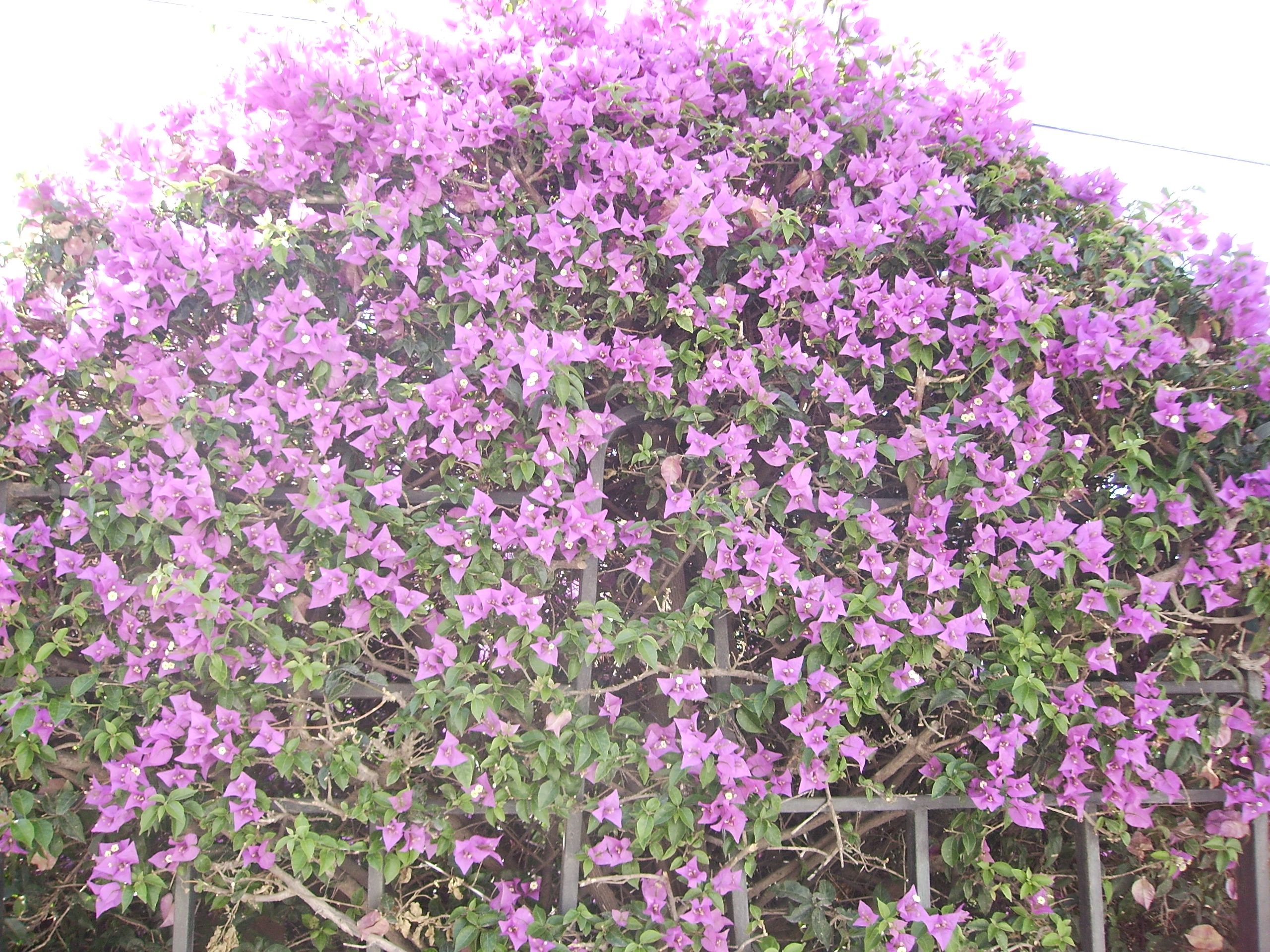
Buguenvíl·lea a l'estació de tren de Calella
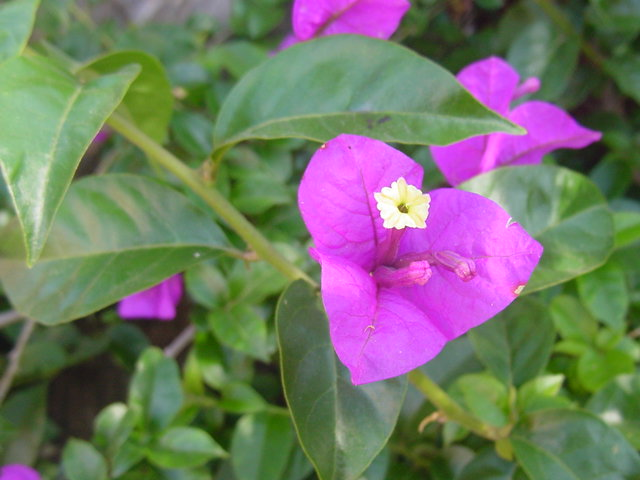
Buguenvíl·lea morada
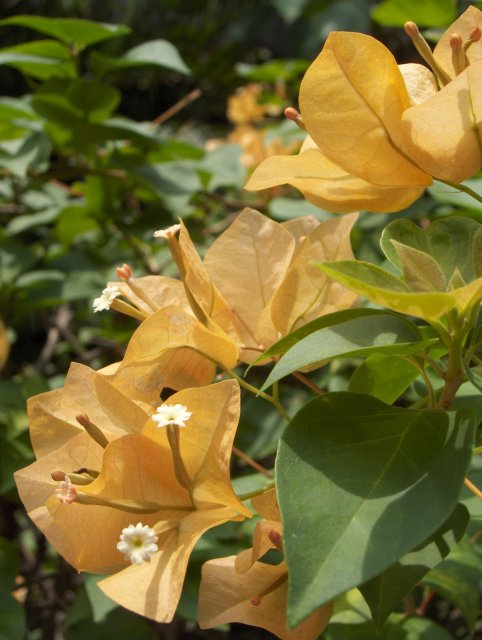
Buguenvíl·lea groga